# هولتسدورف (یسن)
هولتسدورف (به آلمانی: Holzdorf) یک منطقهٔ مسکونی در آلمان است که در یسن (الشتر) واقع شده‌است. هولتسدورف ۱٬۴۰۰ نفر جمعیت دارد و ۷۷ متر بالاتر از سطح دریا واقع شده‌است.